# Jim Walsh
Pour les articles homonymes, voir Jim Walsh (homonymie) et Walsh.
James Patrick « Jim » Walsh, né le 29 août 1930 à San Francisco, en Californie, mort le 4 mars 1976 à San Francisco, est un ancien joueur américain de basket-ball. Il évolue au poste d'ailier. 

## Palmarès
- Champion olympique 1956